# SERCA
SERCA(sarco/endoplasmic reticulum Ca2+-ATPase 또는 SR Ca2+-ATPase)는 칼슘 ATPase 유형의 P형 ATPase이다. SERCA의 주요 기능은 세포질에서 근소포체로 칼슘이온을 운반하는 것이다.

## 기능
SERCA는 P형 ATPase이다. 근세포 내의 근소포체(SR)에 있다. Ca2+를 세포의 세포질에서 SR의 내강으로 운반하는 단백질은 Ca2+ ATPase이다. 이 운반체는 근육 이완 동안 ATP 가수분해의 에너지를 사용한다.
SERCA의 세포질 쪽에는 3개의 주요 도메인이 있다. 주요 도메인은 촉매 부위를 형성하는 인산화 도메인, 뉴클레오타이드 결합 도메인, 주요 구조 변화를 전달하는 데에 관여하는 작동자 도메인이다.
칼슘 수송 기능 외에도 SERCA1은 갈색지방조직과 골격근에서 열을 생성한다. 이 열은 SERCA1의 Ca2+ 펌프질이 비효율적이기 때문에 자연적으로 생성된다. SERCA1이 사르코리핀이라는 조절기에 결합하면 펌프질을 멈추고 ATP가수분해효소로만 기능한다. 이 열발생 기전은 포유류와 내온동물인 어류에 널리 퍼져 있다.

## 조절
SERCA가 SR 막을 가로질러 Ca2+를 이동시키는 속도는 조절 단백질인 포스포람반(PLB/PLN)에 의해 조절될 수 있다. SERCA는 PLB가 결합해 있을 때는 비활성 상태이다. β-아드레날린성 자극이 증가하면 단백질인산화효소 A(PKA)에 의해 PLB가 인산화되어 SERCA와 PLB 사이의 결합을 감소시킨다. PLB가 SERCA와 결합해 있으면 Ca2+ 이동 속도가 감소하고 PLB가 해리되면 Ca2+ 이동이 증가한다.
또 다른 단백질인 칼세퀘스트린은 SR 내의 칼슘과 결합하여 SR 내의 유리 칼슘 농도를 줄이는 데 도움이 된다. SR 내부의 Ca2+ 농도는 세포질과 비교할 때 10,000배 정도로 훨씬 더 높다. SERCA2는 microRNA에 의해 조절될 수 있다. 예를 들어 miR-25는 심부전에서 SERCA2를 억제한다.
실험 목적으로 SERCA는 탑시가르긴에 의해 억제되고, 반대로 이스타록심에 의해 유도될 수 있다.

## 파라로그
SERCA는 서로 다른 세포 유형에서 다양한 수준으로 발현되는 3개의 주요 파라로그 SERCA1-3이 있다.
- ATP2A1 – SERCA1
- ATP2A2 – SERCA2
- ATP2A3 – SERCA3

SERCA2와 SERCA3 모두 번역 후 동형이 추가로 있으며, 이는 세포 유형별 Ca2+ 재흡수 반응의 가능성을 높이고 Ca2+ 신호 전달 기전의 전반적인 복잡성을 증가시키는 역할을 한다.